# 孟万城际动车组列车
孟万城际动车组列车是老撾人民民主共和國磨万铁路所运营的一条客运路线，往来孟赛站及万象站。由昆明局集团老中铁路有限公司負責客運任務。
虽然采用城际动车组列车C字头的车次，但由于磨万铁路的最高运营速度为160公里，因此孟万城际动车组列车是全程最高运行时速低于300公里的C字头动车组列车。

## 歷史及營運安排
- 2022年4月13日，孟万城际动车组列车投入服務,仅在节假日开行。
- 2023年4月13日，孟万城际动车组列车进入常态化运营阶段
- 2024年1月22日，C85/86次缩短至琅勃拉邦站终到，孟万城际动车组列车停运

## 时刻表
- 以下数据截至2024年1月10日[1]：

| C85次 | C85次 | C85次 | 停靠站   | C86次 | C86次 | C86次 |
| 里程  | 到点  | 开点  | 停靠站   | 到点  | 开点  | 里程  |
| ----- | ----- | ----- | -------- | ----- | ----- | ----- |
| 0     | —     | 10:49 | 孟赛     | 10:19 | —     | 339   |
| 101   | 11:35 | 11:41 | 琅勃拉邦 | 09:25 | 09:33 | 238   |
| 226   | 12:49 | 12:53 | 万荣     | 08:25 | 08:31 | 123   |
| 339   | 13:50 | —     | 万象     | —     | 07:30 | 0     |